# خليفه آباد (مقاطعة دلفان)
خليفه‌آباد (بالفارسية: خلیفه‌آباد) هي قرية تقع في Nurabad Rural District في إيران. يقدر عدد سكانها بـ 1864 نسمة بحسب إحصاء 2016.